# Janine van Wyk
Janine van Wyk (sinh ngày 17 tháng 4 năm 1987) là một cầu thủ bóng đá nữ người Nam Phi, Đội trưởng đội tuyển bóng đá nữ quốc gia và chơi trong vai trò một hậu vệ. Cô chơi bóng cho Houston Dash trong Liên đoàn bóng đá nữ quốc gia, trở thành cầu thủ Nam Phi đầu tiên ký hợp đồng chơi tại giải đấu này. Vào tháng 3 năm 2016, van Wyk đã có kỷ lục được 149 lần ra sân cho đội tuyển bóng đá nữ quốc gia Nam Phi và giữ kỷ lục là cầu thủ bóng đá Nam Phi có nhiều lần ra sân nhất ở bất kỳ giới tính nào.

## Quốc tế
Van Wyk ra mắt đội tuyển quốc gia vào năm 2005 trong trận đấu với đối thủ Nigeria trong Giải vô địch nữ châu Phi. Van Wyk đã ghi bàn từ một cú đá phạt tuyệt đẹp trước khi đội tuyển Nam Phi - Banyana ghi thêm bàn thắng ấn định chiến thắng đầu tiên của họ trước Nigeria kể từ khi đội tuyển bóng đá nữ quốc gia của họ được thành lập vào năm 1993. Van Wyk đã ghi bàn thắng duy nhất của trận đấu đó, cộng với việc Banyana đánh bại Nigerias đã góp phần loại Nigeria khỏi Giải vô địch nữ châu Phi 2012. Cô là thành viên của đội tuyển Nam Phi đã chơi tại Thế vận hội Mùa hè 2012 tại London, Vương quốc Anh. Cô chia sẻ rằng cô tự hào đại diện cho đất nước của mình tại một Thế vận hội Olympic, mặc dù đội bị loại ở vòng đầu tiên.
Van Wyk đã chơi trẫn đấu thứ 100 của mình cho Nam Phi trong trận gặp đội tuyển Namibia, giành được chiến thắng 2-0 vào tháng 8 năm 2014. Vào thời điểm đó, cô không phải là cầu thủ nữ được tham gia thi đấu nhiều nhất ở Nam Phi khi đồng đội của cô là Portia Modise tham gia trận đấu thứ 110 của cô trong cùng một trận đấu.
Vào ngày 28 tháng 3 năm 2016, cô trở thành cầu thủ được ra sân nhiều nhất, tính cả nam và nữ cầu thủ khi cô tham gia trận đấu thứ 125 của mình trong máu áo đội tuyển quốc gia với trận gặp đối thủ Cameroon.